# Andrew Horatio Reeder
Andrew Horatio Reeder (Easton, 12 luglio 1807 – Easton, 5 luglio 1864) è stato un avvocato e politico statunitense che fu il primo Governatore del Territorio del Kansas.

## Biografia
Nacque in Pennsylvania da Absolon e Christina Smith. Compì i suoi studi in un'Accademia a  Lawrenceville e studiò giurisprudenza in Pennsylvania, diventando avvocato nel 1828. Nel 1831 sposò Frederika Amalia Hutter dalla quale ebbe tre figli e sette figlie.
Reeder fu membro del Partito Democratico e sostenne il principio di sovranità popolare che ebbe a che fare con le decisioni dei Territori sull'argomento della schiavitù. Il 9 giugno 1854 il Presidente Franklin Pierce lo nominò Governatore del Territorio del Kansas (di cui fu il primo governatore). Giunse in Kansas il 7 ottobre e rimase in carica fino al 16 agosto 1855, quando gli spararono.
Quale Governatore del Territorio del Kansas, Reeder fu un protagonista della controversia sulla legge detta Kansas-Nebraska Act. Il 30 marzo 1855 ebbe luogo una delle maggiori frodi elettorali, quando numerosi abitanti del vicino Missouri entrarono nel Territorio del Kansas per votare illegalmente nel plebiscite sull'ammissione del Kansa fra gli stati degli Stati Uniti d'America come stato schiavista o liberista. I gravi incidenti che ne conseguirono, con violenti scontri ai confini fra gli stati del Missouri e del Kansas vennero chiamati nel complesso Bleeding Kansas (Kansas sanguinante).  A questi incidenti si riferì Reeder quando si rifiutò di ratificare I risultati di queste elezioni e indisse una nuova tornata elettorale per completare i posti vacanti, designando la città di Pawnee come punto d'incontro per la prima legislatura del territorio.
Il Presidente Pierce destituì formalmente Reeder per essersi rifiutato di utilizzare la sua posizione in favore dell'ammissione del Kansas come stato schiavista. Nel maggio 1856, di fronte alla messa in stato di accusa per alto tradimento, egli lasciò il territorio travestito da taglialegna.
Rientrato in Pennsylvania, Reeder esercitò la professione forense e rimase politicamente attivo, ma militando nel  Partito Repubblicano. Nel primo ballottaggio per la nomina del Vicepresidente degli Stati Uniti d'America, tenutosi fra i delegati presso la Convenzione nazionale repubblicana del 1860, Reeder ebbe 51 voti, il che lo pose al quarto posto dietro  il neo-vicepresidente eletto, Hannibal Hamlin.
Andrew Horatio Reeder morì a Easton, Pennsylvania, il 5 luglio 1864, e fu sepolto nell'Easton Cemetery.